# هارولد بيترمان
هارولد بيترمان هو سياسي أمريكي، ولد في 31 يوليو 1942 في ميلفورد في الولايات المتحدة، وتوفي في 10 أغسطس 2016 في غرينوود في الولايات المتحدة. نشط حزبياً في الحزب الجمهوري.